# Paran Batu
Paran Batu (Pagaran Batu) is een bestuurslaag in het regentschap Padang Lawas van de provincie Noord-Sumatra, Indonesië. Paran Batu (Pagaran Batu) telt 980 inwoners (volkstelling 2010).